# Marius Kerrebijn
Marius Adriaan Herman Kerrebijn (Den Haag, 1 oktober 1882 – aldaar,  15 juni 1930) was een Nederlands pianist en componist.

## Levensloop
Hij was zoon van muzikant Abraham Kerrebijn en Femmetje Nachbar. Zijn eerste opleiding kreeg hij van zijn vader, stafmuzikant bij het orkest van de Grenadiers & Jagers onder leiding van François Dunkler jr.. Daarna volgde een opleiding aan de koninklijke muziekschool in zijn geboortestad. Hij kreeg er lessen van Ling en Carel Wirtz (muziektheorie, contrapunt en piano) en Henri Viotta (compositieleer). Hij studeerde er in december 1902 af en vertrok naar Berlijn om zijn studie te voltooien bij Friedrich Gernsheim en Ferruccio Busoni. Hij studeerde ook nog in Parijs. Hij trad vervolgens veelvuldig als solist op in binnen- en buitenland. Tijdens en na zijn actieve loopbaan gaf hij muzieklessen aan diverse scholen in Nederland.
Toen hij overleed was hij net (10 juni) getrouwd met Emma Anna (Pijnappel-)Opetz. Hij werd begraven op Nieuw Eykenduynen, alwaar in 1931 een gedenksteen op zijn graf werd geplaatst.

## Werk
Van zijn werken waren tijdens zijn leven enigszins bekend twee concertouvertures (waaronder opusnummer 4), Suite Duimelingetje opus 8, symfonisch gedicht Lux in tenebris opus 10 voor bariton, vrouwenkoor en orkest, Lied zonder woorden, een Elegie voor viool, een Legende voor viool en een Andante voor cello. De Suite en Lux in tenebris brachten het in respectievelijk 1913 en 1918 tot uitvoeringen door het Concertgebouworkest onder leiding van Willem Mengelberg met als zangsolist de bas-bariton Hendrik C. van Oort (1873-1953). Ook ontbrak een pianoconcert (opus 20) niet, dat uitgevoerd werd door het Utrechts Stedelijk Orkest onder leiding van Evert Cornelis, als ook een strijkkwartet.
- Gemeinsame Normdatei: 1089233663
- International Standard Name Identifier: 0000 0003 9783 9349
- Nederlandse Thesaurus van Auteursnamen: 167990233
- Virtual International Authority File: 306217270
- WorldCat: E39PBJjCPDV7QDbQPyqGvCKrv3